# ۱-پیرولین-۵-کربوکسیلیک اسید
۱-پیرولین-۵-کربوکسیلیک اسید (به انگلیسی: 1-Pyrroline-5-carboxylic acid) با فرمول شیمیایی C5H7NO2 یک ترکیب شیمیایی با شناسه پاب‌کم 5281708 است. که جرم مولی آن ۱۱۳٫۱۱۵ گرم بر مول می‌باشد. 